# Go-Kameyama

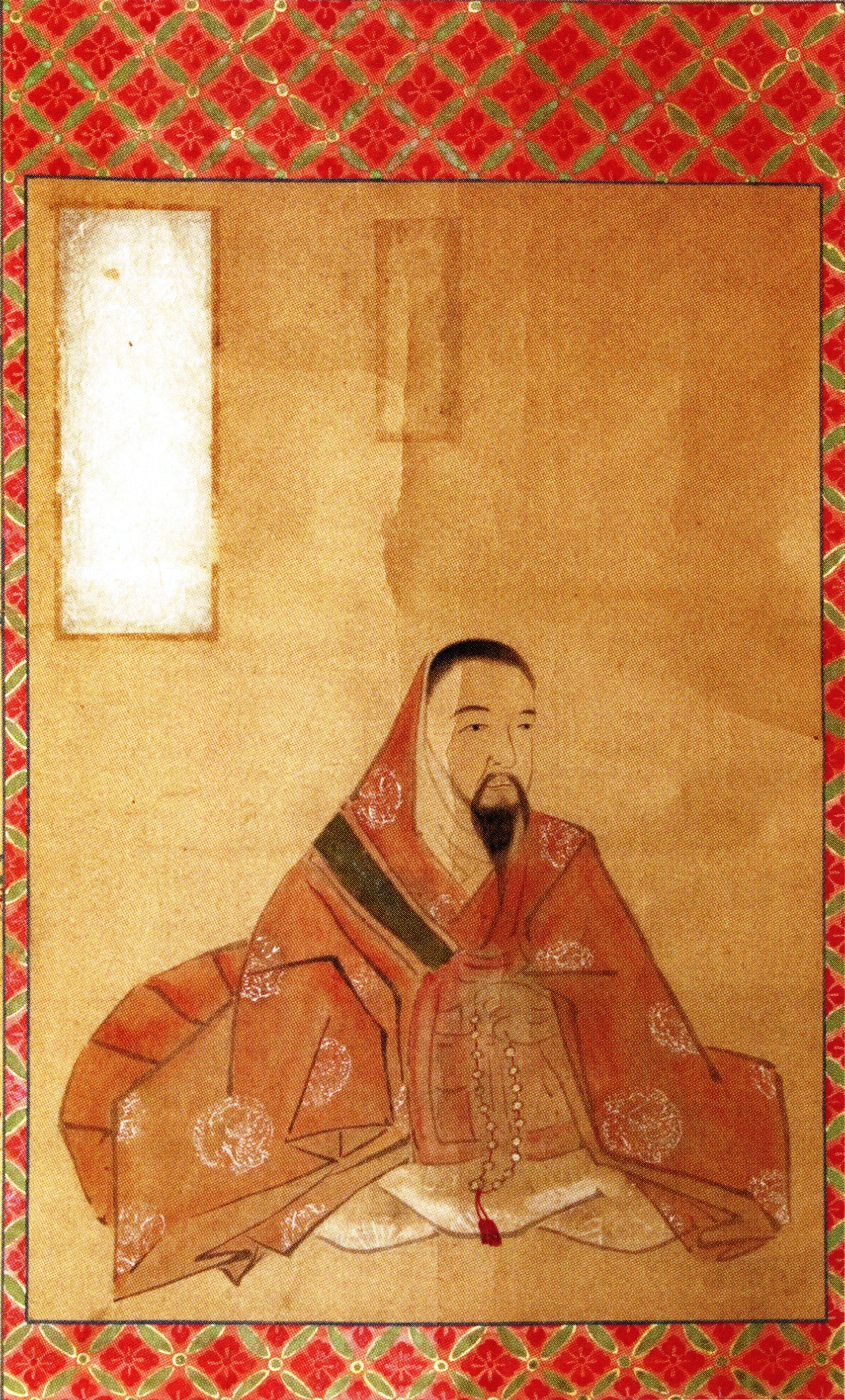
Go-Kameyama

Kaiser Go-Kameyama (jap. 後亀山天皇, Go-Kameyama-tennō; * um 1347; † 10. Mai 1424) war der 99. Tennō von Japan (Regierung von 1383 bis zum 21. Oktober 1392).
Er war der zweite Sohn Kaiser Go-Murakamis und der Bruder Kaiser Chōkeis, seines Vorgängers. Seine Mutter Fujiwara Katsuko ?? (藤原勝子) war Mitglied des Fujiwara-Clans. Sein Eigenname war Hironari (熙成). Es ist nicht sicher, ob er eine Frau hatte und auch die Existenz eines Sohnes, Prinz Tsuneatsu (恒敦), ist nicht gesichert.
Er war der letzte Gegenkaiser des südlichen Hofes von Yoshino (heute in der Präfektur Nara).
Nach der Abdankung seines Vorgängers Kaiser Chōkei 1383 wurde er Kaiser.
Nach dem Friedensangebot von Shogun Ashikaga Yoshimitsu am 15. Oktober, begab sich Go-Kameyama am 21. Oktober 1392 zu Go-Komatsu nach Saga, einem Vorort von Kyōto, wo dieser Gegenkaiser des nördlichen Hofs residierte, und übergab diesem den Thron und die drei kaiserlichen Insignien.
Im folgenden Friedensvertrag wurde festgelegt, dass Go-Komatsu seinen Nachfolger aus der Linie Go-Kameyamas auswählen würde. Dieser Vertrag wurde 1412 gebrochen und Go-Kameyama aus der Liste der japanischen Kaiser gestrichen. Damit verlor die Linie Go-Kameyamas endgültig den Thron.
Nach seinem Thronverlust wurde er ein buddhistischer Mönch und wohnte in Saga. 1410 kehrte er nach Yoshino zurück.
Erst Kaiser Meiji (1911) entschied, die in Yoshino residierenden Kaiser (des südlichen Hofes) als die authentische Linie anzusehen und strich seine eigenen Vorfahren aus der Liste.